# Lykourgos Angelopoulos

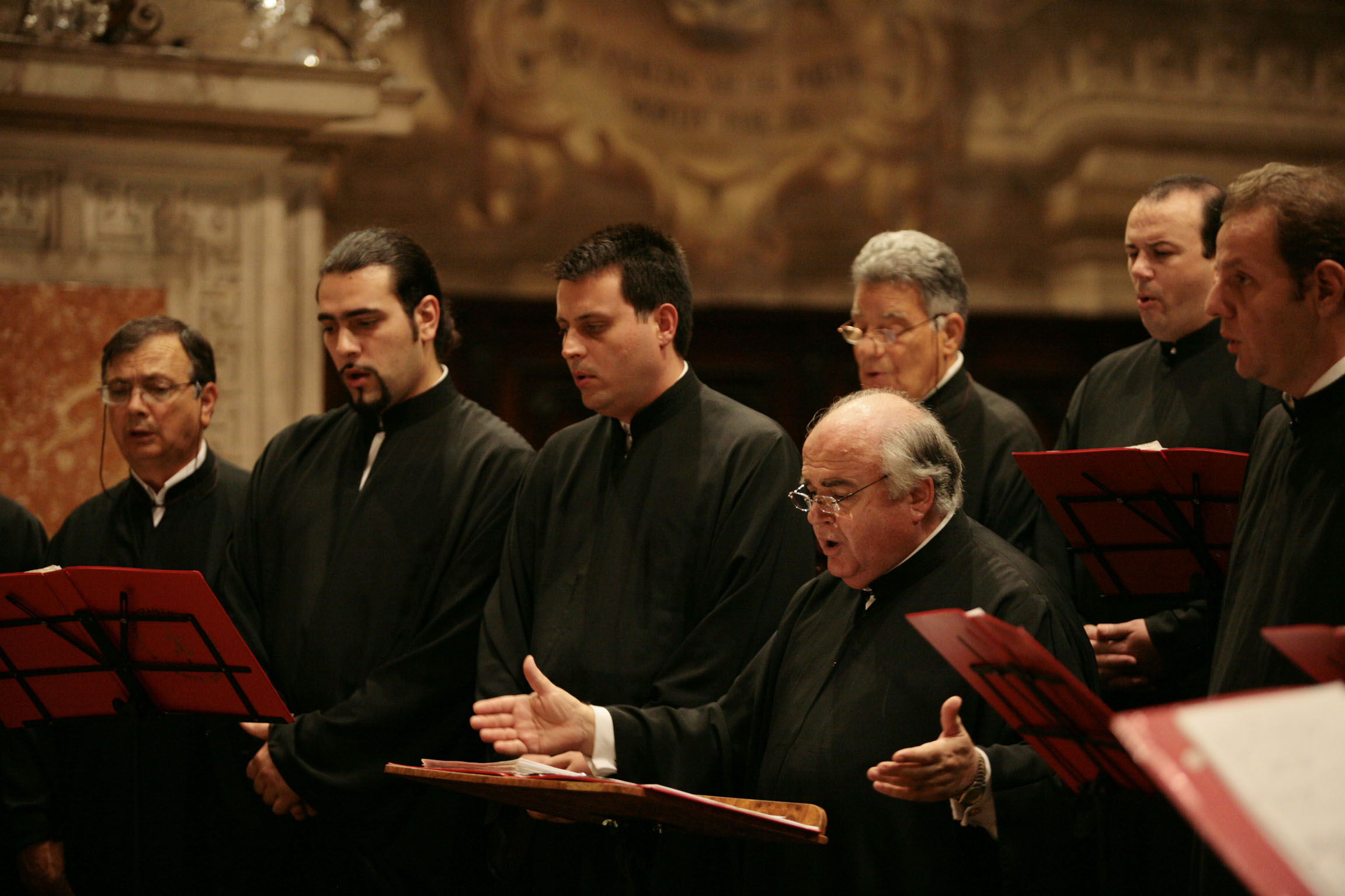
Lykourgos Angelopoulos (2008)

Lykourgos Angelopoulos (în greacă Λυκούργος Αγγελόπουλος; n. 1941, Pyrgos, Grecia - d. 18 mai 2014) a fost un muzicolog și protopsalt ortodox. A studiat dreptul la Universitatea din Atena și muzica bizantină cu Simon Karas.